# Foxey Lady
«Foxey Lady» (альтернативное название «Foxy Lady») — песня британско-американской группы Jimi Hendrix Experience. Она была представлена на их дебютном альбоме Are You Experienced и позже была выпущена третьим синглом в США с альтернативным названием. Песня является одной из самых известных песен Хендрикса и исполнялась им на концертах на протяжении всей его карьеры. Журнал Rolling Stone поместил песню на 153 позицию в списке «500 величайших песен всех времён».